# Didelta
Didelta es un género de plantas herbáceas perteneciente a la familia Asteraceae. Es originario de Sudáfrica. Comprende 9 especies descritas y de estas, solo 2  aceptadas. Es originario de África.

## Taxonomía
El género fue descrito por Charles Louis L'Héritier de Brutelle y publicado en Stirpes Novae aut Minus Cognitae 55. 1786. La especie tipo es Didelta tetragoniifolia L'Hér. sinónimo de Didelta carnosa var. carnosa (L.f.) Aiton

## Especiesaceptadas
A continuación se brinda un listado de las especies del género Didelta aceptadas hasta junio de 2012, ordenadas alfabéticamente. Para cada una se indica el nombre binomial seguido del autor, abreviado según las convenciones y usos.
- Didelta carnosa (L.f.) Aiton
- Didelta spinosa (L.f.) Aiton